# Lucanus tetraodon
Lucanus tetraodon (лат.) — крупный европейский жук рода Lucanus из семейства рогачей. Обитает на юге Италии и Франции.

## Описание
Крупные жуки каштанового цвета, размер 40—50 мм. У жуков сильно выражен половой диморфизм: самцы имеют более крупные жвалы, напоминающие рога. Похожи на американский вид Lucanus placidus.

## Ареал
Ареал Lucanus tetraodon включает южную часть континентальной Италии, Сардинию и Сицилию, южный регион континентальной Франции (юг департамента Вар) и юг Корсики.

## Местообитание
Широколиственные леса.

## Жизненный цикл
Личинки питаются разлагающейся древесиной двух видов дубов (дуб каменный и дуб пробковый). Взрослые жуки активны летом с середины июня до середины августа.